# Sangeacul Niš
Sangeacul Niš (în turcă Niş Sancağı, în sârbă Niški Sandžak, în bulgară Нишки санджак/Nishki sandzhak, în albaneză Sanxhaku i Nishit) a fost unul dintre sangeacurile Imperiului Otoman, iar centrul său administrativ era orașul Niš. Acesta a fost format din mai multe kazâ‎: Niš (Niș), Pirot (Șehirköy), Leskovac (Leskofça), Vranje (İvranye), Kursumlija (Kurșunlu), Prokuplje (Ürküp) și Tran (Turan).

## Istorie

### Evul Mediu
Imperiul Otoman a capturat orașul Niš în 1375 pentru prima dată. În bătălia de la Niš (începutul lunii noiembrie 1443), cruciații conduși de Ioan de Hunedoara, au capturat cetatea otomană Niš și au învins trei armate ale Imperiului Otoman. După 1443 Niš a fost controlat de Đurađ Branković. În 1448 a fost din nou capturat de Imperiul Otoman și a rămas sub controlul său pentru următorii 241 de ani.
Toponime precum Arbanaška și Đjake arată o prezență albaneză în regiunile Toplica și Morava de Sud (situată la nord-estul Kosovoului contemporan) încă din Evul Mediu târziu. Albanezii din regiunea Niš s-au convertit la islam după ce zona a devenit parte a Imperiului Otoman.
În timpul stăpânirii otomane, importanța orașelor din sangeac a crescut. Leskovac a devenit un oraș mare, centru economic și comercial, cunoscut pentru târgurile sale unde veneau oameni din întreaga Peninsulă Balcani. Prokuplje a prosperat prin legăturile sale comerciale cu Dubrovnik. Alte orașe ca Stalać sau Kruševac au prosperat în timpul stăpânirii otomane.

### Secolele al XVII-lea și al XVIII-lea
În 1689 (în timpul Marelui Război Turc) și în 1737 Niš a fost capturat pentru o scurtă perioadă de timp de către monarhia austriacă. Războaiele otomano-habsburgice și urmările lor au determinat ca orașul Niš și zona mai largă să piardă o parte considerabilă a populației sale, deoarece multe persoane au fugit sau au murit. Unii albanezi din Albania de nord contemporană și Kosovo de Vest s-au stabilit în regiunile Toplica și Morava în a doua jumătate a secolului al XVIII-lea, uneori instigați de autoritățile otomane. 

### Secolul al XIX-lea
Midhat Pașa a fost unul dintre cei mai notabili sanjak-bei din Niš (1861–64) ale căror reforme în sangeac au fost atât de benefice încât sultanul l-a însărcinat cu pregătirea planului pentru adaptarea lor în întregul imperiu. Sangeacul Niš a devenit parte din Vilaietul Dunării când acesta din urmă a fost creat în 1864. În 1868, sangeacul a fost unit cu Sangeacul Prizren, Sangeacul Skopje și Sangeacul Dibra într-un vilaiet, Prizren, care a existat scurt timp până în 1877.  În 1871, sangeacul a fost unit cu Sangeacul Novi Pazar pentru a înființa noul Vilaiet Novi Pazar, care a existat mai puțin de un an, când situația anterioară a fost restabilită.
Albanezii erau o populație majoritară în unele zone din Sangeacul Niš, cum ar fi regiunea Toplica și unele sate din districtul Vranje, înainte de războiul ruso-turc (1877-1878). În timpul războiului sârb-otoman din 1876–78, între 30.000 și 70.000 de musulmani, în mare parte albanezi, au fost expulzați de armata sârbă din Sangeacul Niș și s-au refugiat în Vilaietul Kosovo.
Cea mai mare parte a sangeacului Niš a fost anexată de Principatul Serbiei după Războiul Ruso-Turc (1877–1878), în timp ce o parte mai mică și întregul sangeac Sofia au fost anexate de Principatul Bulgariei.

## Vezi și
- Sangeacul Bosnia